# مقاطعة تشي(هيبي)
مقاطعة تشى أو (Qixian) هي مقاطعة من مقاطعات  خنان, الصينية. وهي تحت إدارة مدينة خبى . مقاطعة تشى هي تعتبر موقع زاوغ (Zhaoge)وهي عاصمة اسرة شانغ.